# Achéloos (cratère)
Pour les articles homonymes, voir Achéloos.
Achéloos (désignation internationale : Achelous) est un cratère d'impact de 40 km de diamètre situé sur Ganymède. Il a été nommé en référence à Achéloos, dieu fleuve grec, père de Callirrhoé, la mère de Ganymède.